# Pierre Braunberger
Pierre Braunberger, né le 29 juillet 1905 dans le 11e arrondissement de Paris et mort le 16 novembre 1990 à Aubervilliers, est un producteur de cinéma français.

## Biographie
Né à Paris dans une famille de médecins, dès l'âge de 7 ans il est déterminé à ne pas suivre la même voie que son père. En voyant un épisode de Fantômas au Gaumont Théâtre, il décide de travailler dans le cinéma.
Après la première guerre, à peine âgé de 15 ans, il tourne son premier court-métrage film Francfort-sur-le-Main en Allemagne. Il part à l'aventure successivement à Berlin, et à Londres aux établissements Brocklis pour y travailler.
En 1923, il part à New York, où il travaille quelques semaines à la 20th Century Fox, puis se fait passer pour un directeur de production et entre chez Ferdinand H. Adam où il dirige des films de Frank Merrill.
Au cours d'un tournage à Los Angeles, il arrive à rencontrer Irving Thalberg et à se faire engager à la Metro-Goldwyn-Mayer Inc. comme l'un de ses assistants. Il y reste dix-huit mois ce qui lui permet d’établir des contacts avec les plus grands réalisateurs de cette époque.
Voulant réaliser et produire en France, il revient à Paris où il fait la connaissance de Jean Renoir avec qui il va tourner la Fille de l'eau, Nana et Tire-au-flanc.
En 1929, Pierre Braunberger crée les Productions Pierre Braunberger et Néofilms avec la production de son premier film parlant français (La route est belle de Robert Florey).
En 1930, Pierre Braunberger, reprend la salle du Cinéma du Panthéon, toujours en activité. Il rénove la salle, crée 450 places et fait installer un appareil Western Electric de reproduction du son. Alors que les sous-titres ne sont pas encore inventés, il est le premier à diffuser des films étrangers en version originale.
Un an plus tard, il s'associe avec Roger Richebé pour produire sous le nom des Établissements Braunberger-Richebé. Quelques films naîtront, notamment Le Blanc et le Noir de Robert Florey, écrit par Sacha Guitry, la Chienne de Jean Renoir, La Petite Chocolatière et Fanny de Marc Allégret. En 1933, alors âgé de 28 ans, il fait faillite et vend les studios à Marc Lauer qui baptisera les studios « Paris Studios Cinéma ».
À la fin de la Seconde Guerre mondiale, Pierre Braunberger transforme un local de la Gestapo en studio de cinéma, le  « Studio Lhomond ».  Ses sociétés « Les Films de la Pléiade », puis « Les Films du Jeudi » lui permettent de lancer, à partir des années 1950, les nouveaux talents de la « Nouvelle Vague » comme Jean-Pierre Melville, François Truffaut, Jean-Luc Godard, Alain Resnais, ou encore des cinéastes à l'originalité affirmée comme Maurice Pialat, Jean Rouch, Chris Marker ou François Reichenbach.
Cinéphile passionné, il est un « défricheur impénitent doublé d'un grand découvreur de talents » doté d'une intuition exceptionnelle et reconnu comme l'un des principaux producteurs indépendants du cinéma français d'auteur du XXe siècle (un hommage lui est, notamment, rendu par le Centre Georges Pompidou d'octobre 1987 à janvier 1988), Pierre Braunberger disparaît en 1990.

## Filmographie sélective
Producteur
En 2022, la base données cinématographiques Internet Movie Database (IMDb) référence 196 attributions.
- 1927 : La P'tite Lili d'Alberto Cavalcanti (court métrage)
- 1927 : Yvette d'Alberto Cavalcanti
- 1927 : Sur un air de charleston de Jean Renoir
- 1929 : Tire-au-flanc de Jean Renoir
- 1930 : La Ballade du canard (La Malemort du Canard) d'A. Silka (court métrage)[P 2]
- 1930 : La Route est belle de Robert Florey
- 1930 : L'Homme qui assassina de Jean Tarride et Curtis Bernhardt
- 1930 : La Femme d'une nuit (La donna di una notte) de Marcel L'Herbier[P 3]
- 1931 : On purge bébé de Jean Renoir
- 1931 : La Chienne de Jean Renoir
- 1932 : L'Amour à l'américaine de Claude Heymann
- 1933 : Tire-au-flanc d'Henry Wulschleger
- 1934 : Sans famille de Marc Allégret
- 1936 : Partie de campagne de Jean Renoir
- 1937 : Forfaiture de Marcel L'Herbier
- 1937 : Le Gagnant d'Yves Allégret (moyen métrage)
- 1947 : Van Gogh d'Alain Resnais (court métrage documentaire)
- 1947 : Paris 1900 de Nicole Vedrès (documentaire)
- 1948 : Les Actualités burlesques de Gilles Margaritis (court métrage de divertissement)
- 1950 : Au bon coin de Jean Kerchbron (court métrage)[P 4]
- 1950 : Le Trésor des Pieds-Nickelés de Marcel Aboulker
- 1950 : Toulouse-Lautrec de Robert Hessens (court métrage)
- 1950 : Histoire des pin-up girls de Marcel Gibaud (court métrage)[P 5]
- 1950 : Guernica de Robert Hessens et Alain Resnais (court métrage documentaire)
- 1950 : Gauguin d'Alain Resnais (court métrage documentaire)
- 1950 : Le Tampon du capiston de Maurice Labro
- 1951 : Station mondaine de Marcel Gibaud
- 1951 : Palais royal de Jean Béranger (court métrage)[P 6]
- 1951 : La Course de taureaux de lui-même (film documentaire)
- 1951 : Le Dictionnaire des pin-up girls de Marcel Gibaud (court métrage)[P 7]
- 1951 : L'Art du Haut-Rhénan de Marcel Gibaud (court métrage)[P 8]
- 1951 : Bertrand cœur de lion de Robert Dhéry
- 1951 : La Vie de Jésus de Marcel Gibaud (film documentaire)
- 1952 : En quête de Marie de Marcel Gibaud (court métrage)[P 9]
- 1952 : Avec André Gide de Marc Allégret (film documentaire)
- 1952 : Le crime du Bouif d'André Cerf
- 1952 : Jocelyn de Jacques de Casembroot
- 1953 : Chagall de Lauro Venturi
- 1953 : Julietta de Marc Allégret
- 1954 : Croissance de Paris de Marcel Gibaud (court métrage)[P 10]
- 1954 : Ballade parisienne de Marcel Gibaud (court métrage)[P 11]
- 1955 : Visages de Paris de François Reichenbach (court métrage)
- 1955 : Une lettre pour vous d'André Vétusto (court métrage documentaire)[P 12]
- 1955 : New York ballade de François Reichenbach (court métrage)
- 1955 : Impressions de New York de François Reichenbach (court métrage)
- 1956 : Toute la mémoire du monde d'Alain Resnais (court métrage)
- 1956 : Houston Texas de François Reichenbach (court métrage)[P 13]
- 1956 : Le Grand Sud de François Reichenbach (court métrage)[P 14]
- 1956 : Le Coup du berger de Jacques Rivette (court métrage comique)
- 1956 : Les Abeilles de Guy Dhuit (court métrage)[P 15]
- 1958 : Moi, un noir de Jean Rouch
- 1958 : Élèves-maîtres d'André Vétusto (court métrage documentaire)[P 16]
- 1958 : Le Chant du styrène d'Alain Resnais (court métrage)
- 1958 : Ces gens de Paris d'Henri Fabiani (court métrage)[P 17]
- 1958 : Bonjour, Monsieur La Bruyère de Jacques Doniol-Valcroze [P 18]
- 1958 : Les Surmenés de Jacques Doniol-Valcroze
- 1958 : L'Américain se détend de François Reichenbach
- 1961 : Une histoire d'eau de Jean-Luc Godard et François Truffaut (court métrage)
- 1959 : Tous les garçons s'appellent Patrick ou Charlotte et Véronique de Jean-Luc Godard (court métrage)
- 1960 : L'Amour existe de Maurice Pialat (court métrage)
- 1960 : L'Eau à la bouche de Jacques Doniol-Valcroze
- 1960 : L'Amérique insolite de François Reichenbach
- 1960 : Tirez sur le pianiste de François Truffaut
- 1960 : Charlotte et son jules de Jean-Luc Godard (court métrage)
- 1961 : Cuba si de Chris Marker
- 1961 : La Frontière de Jean Cayrol et Claude Durand
- 1961 : La Pyramide humaine de Jean Rouch
- 1962 : Un cœur gros comme ça de François Reichenbach
- 1962 : La Dénonciation de Jacques Doniol-Valcroze
- 1962 : La Punition de Jean Rouch
- 1962 : Vivre sa vie de Jean-Luc Godard
- 1962 : L'Amour avec des si de Claude Lelouch
- 1963 : Delphica de Serge Korber
- 1964 : La Femme spectacle de Claude Lelouch
- 1964 : La Fleur de l'âge (ou Les adolescentes) de Michel Brault, Jean Rouch, Gian Vittorio Baldi et Hiroshi Teshigahara
- 1964 : De l'amour de Jean Aurel
- 1964 : Une fille et des fusils de Claude Lelouch
- 1965 : Le bestiaire d'amour de Gérald Calderon
- 1966 : Lumière de Marc Allégret (court métrage)
- 1966 : Martin soldat de Michel Deville
- 1967 : L'Affaire de la rue de Chantilly (Le Crime de la rue de Chantilly) (téléfilm) de Guy Jorré
- 1967 : Vive Eau de Louis-Roger (court métrage)
- 1968 : Je vous salue Paris de François Reichenbach (court métrage)
- 1968 : Erotissimo de Gérard Pirès
- 1968 : La Direction d'acteur par Jean Renoir de Gisèle Braunberger (court métrage)
- 1968 : Au péril de la mer de Louis-Roger (court métrage)
- 1969 : L'Affaire des poissons de Jean Barbillon (court métrage)
- 1969 : L'Astragale de Guy Casaril
- 1969 : Libre de ne pas l'être de Jean-Pierre Lajournade
- 1969 : Cinéma-Cinéma de Jean-Pierre Lajournade
- 1969 : Le Deuxième Ciel de Louis-Roger (court métrage)
- 1969 : Au champ de vapeur de Louis-Roger (court métrage)
- 1970 : Trois hommes sur un cheval de Marcel Moussy
- 1970 : Les Voisins n'aiment pas la musique de Jacques Fansten (court métrage)
- 1970 : La Fin des Pyrénées de Jean-Pierre Lajournade
- 1970 : En attendant l'auto... de Gisèle Braunberger
- 1970 : Chambres de bonne de Jean-Pierre Moulin
- 1970 : Êtes-vous fiancée à un marin grec ou à un pilote de ligne ? de Jean Aurel
- 1971 : Le Droit d'asile de Jean-Pierre Lajournade (court métrage)
- 1971 : Les Doigts croisés (To Catch a Spy) de Dick Clement
- 1971 : Le Laboratoire de l'angoisse de Patrice Leconte (court métrage)
- 1971 : La Cavale de Michel Mitrani
- 1971 : Fantasia chez les ploucs de Gérard Pirès
- 1971 : Petit à petit de Jean Rouch
- 1972 : Je, tu, elles... de Peter Földes
- 1972 : On n'arrête pas le printemps de René Gilson
- 1972 : Elle court, elle court la banlieue de Gérard Pirès
- 1974 : Défense d'aimer de Raoul Girard
- 1974 : Comment réussir quand on est con et pleurnichard de Michel Audiard
- 1974 : Comme un pot de fraises de Jean Aurel
- 1975 : Émilienne de Guy Casaril
- 1975 : L'Agression de Gérard Pirès
- 1975 : Attention les yeux ! de Gérard Pirès
- 1977 : Le Risque de vivre de Gérald Calderon
- 1979 : L'Armoire de Walerian Borowczyk (court métrage)
- 1979 : Collections privées de Just Jaeckin, Shūji Terayama et Walerian Brorowczyk
- 1986 : Dionysos de Jean Rouch
- 1989 : Aller à Dieppe sans voir la mer de Nicolas Errèra (court métrage)
- 1990 : Les Chevaliers de la Table ronde de Denis Llorca
- 1991 : D'abord la vie, ensuite les triomphes de Lucien Clergue

## Hommage
Jean-Luc Godard a dit à Pierre Braunberger : « Beaucoup de gens ont aimé le cinéma, mon cher Pierre. Mais très peu ont été aimés par lui. Vous êtes de ceux-là ».
Pierre Braunberger a dit de Jean-Luc Godard : « Je sais que maintenant vous ne pourrez que mépriser Godard sur le plan humain. "Sale juif" est la seule insulte que je ne peux supporter, insulte qui me donne le goût de la vengeance, un désir de meurtre ». (Lettre de Pierre Braunberger à François Truffaut, mars 1968, coll. Cinémathèque française, Fonds François Truffaut).

## Distinctions
- Oscars 1964 : Oscar du meilleur court métrage documentaire pour Chagall de Lauro Venturi
- Césars 1980 : César d'honneur

### Biographie
- Pierre Braunberger et Jacques Gerber (propos recueillis par) (préf. Jean-Luc Godard), Pierre Braunberger, producteur : cinémamémoire : biographie, Paris, Centre national de la cinématographie / Centre Georges-Pompidou, 1987 (ISBN 2-858-50421-0)

#### Entretien
- Jean-Pierre Pagliano, Mémoires du siècle : Pierre Braunberger, France Culture, 28 août 1987